# ۳ای‌ام (ترانه رزی)
«۳ای‌ام» (انگلیسی: 3am) ترانه‌ای از خوانندهٔ نیوزیلندی کره‌ای رزی است. این ترانه در ۶ دسامبر ۲۰۲۴ توسط بلک لیبل و آتلانتیک رکوردز به‌عنوان دومین قطعه از نخستین آلبوم استودیویی او با عنوان رزی (۲۰۲۴) منتشر شد. ترانه‌سرایی این اثر بر عهدهٔ رزی، ایمی آلن، جیکوب واینبرگ و اوجیولتا بود و تهیه‌کنندگی آن را نیز واینبرگ و اوجیولتا بر عهده داشتند. «۳ای‌ام» با ترکیب عناصر آکوستیک و ضرب‌آهنگ‌های ترپ، به مضامینی چون عشق سمی و ناتمامی‌های انسانی می‌پردازد. ویدئوی اجرای زندهٔ این ترانه در ۲۴ ژانویه ۲۰۲۵ منتشر شد.

## پیش‌زمینه و انتشار
در دسامبر ۲۰۲۳، وای‌جی انترتینمنت اعلام کرد که رزی و دیگر اعضای گروه بلک‌پینک قرارداد گروهی خود را با این شرکت تمدید کرده‌اند، اما تصمیم گرفته‌اند قرارداد فعالیت‌های انفرادی خود را تمدید نکنند. در ۱۷ ژوئن ۲۰۲۴، تدی پارک، تهیه‌کنندهٔ اصلی بلک‌پینک، اعلام کرد که شرکت او یعنی بلک لیبل در حال مذاکره با رزی برای امضای قرارداد انحصاری است؛ و یک روز بعد، تأیید شد که رزی برای مدیریت فعالیت‌هایش با این شرکت قرارداد امضا کرده است.
در ۲۶ سپتامبر، رزی اعلام کرد که قراردادی برای ضبط آثار انفرادی خود با آتلانتیک رکوردز امضا کرده و به زودی موسیقی جدیدی منتشر خواهد کرد. او در ۱ اکتبر از انتشار نخستین آلبوم استودیویی‌اش با عنوان رزی خبر داد. فهرست قطعه‌های آلبوم در ۲۵ نوامبر منتشر شد که در آن، «۳ای‌ام» به‌عنوان دومین قطعهٔ آلبوم معرفی شده بود. این ترانه هم‌زمان با انتشار آلبوم، در ۶ دسامبر ۲۰۲۴ منتشر شد.